# Late Night with Jimmy Fallon
Pour les articles homonymes, voir Late Night.
Late Night with Jimmy Fallon /leɪt naɪt wɪθ ˈd͡ʒɪmi ˈfælən/ est une ancienne émission de télévision américaine, de format late-night show, présentée par l'humoriste Jimmy Fallon et diffusée en troisième partie de soirée sur le réseau de télévision américain NBC. L'émission, troisième édition du concept Late Night créé par David Letterman, a été diffusée du 2 mars 2009 au 7 février 2014, date de sa dernière diffusion. 
Elle a succédé à Late Night with Conan O'Brien diffusée sur la même chaîne de 1993 à 2009 et à Late Night with David Letterman diffusée de 1982 à 1993. L'émission est remplacée par Late Night with Seth Meyers en février 2014 à la suite de la promotion de Jimmy Fallon comme présentateur du Tonight Show.

## Format

### Déroulement de l'émission
Le déroulement de l'émission est similaire aux émissions dite de late-night shows, soit un type d'émission typiquement américain, mêlant humour façon « comedy club » et talk-show, diffusé à partir de 23 heures et 30 minutes. Les émissions de ce type se déroulent en public, et comportent généralement un monologue d'introduction, diverses séquences humoristiques suivies d'un ou deux entretiens de personnalités publiques. L'émission s'achève par la prestation d'un invité musical ou d'un humoriste débutant.
L'émission s'ouvre sur un générique, dont la musique n'est autre que le morceau Here I Come de la formation de hip-hop et orchestre de l'émission The Roots, et au cours duquel la voix off de Steve Higgins annonce le nom des invités.

### Sketchs récurrents
L'émission comporte plusieurs rubriques humoristiques récurrentes qui contribuent à l'identité de l'émission. Certaines de ces rubriques ont fait l'objet d'ouvrages. On compte parmi celles-ci :
- « Pros and Cons »
- les hashtags #latenight
- les « Thank You Notes »

## Histoire

### Lancement
La première émission est diffusée le 2 mars 2009. Les invités de ce premier numéro sont Robert De Niro, Justin Timberlake, Nick Carter et Van Morrison.

### Sandy
Le 29 octobre 2012, le show est enregistré sans public à cause de l'ouragan Sandy.

## Production et tournage

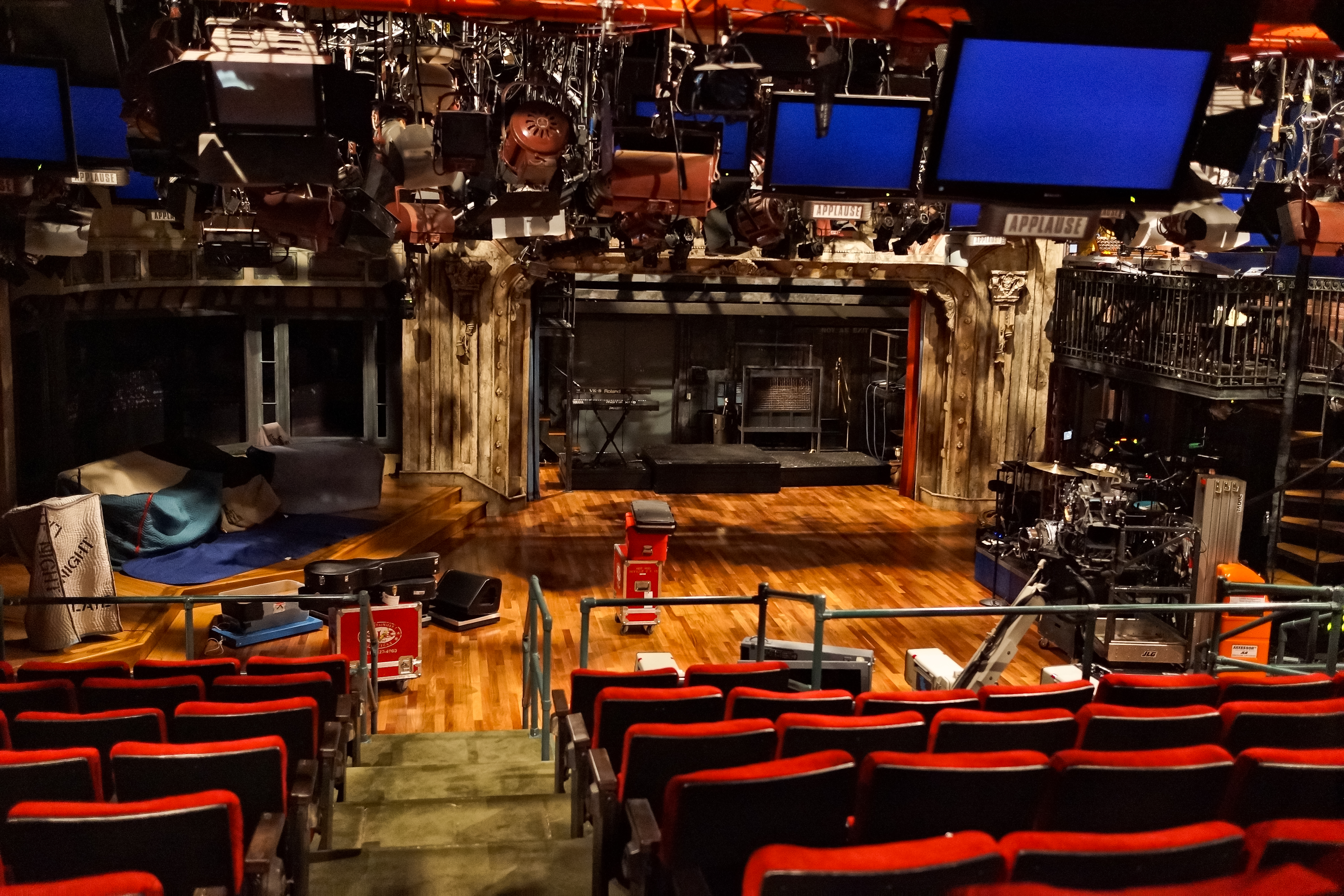
Le studio 6B, où était tournée l'émission quotidiennement.

L'émission est tournée au studio 6B, situé au 6e niveau (ou 5e étage) du GE Building, au 30 Rockefeller Center, dans la ville de New York.
L'orchestre qui interprète les transitions musicales est la formation de hip-hop The Roots. La voix off est celle de Steve Higgins, que l'on voit également parfois à l'écran derrière un pupitre. 

## Diffusion
L'émission est retransmise, en direct ou en différé, sur plusieurs chaînes à travers le monde, dont :
- la chaîne CTV Two au Canada, diffusée en même temps que la diffusion américaine en substitution simultanée,
- la chaîne CNBC Europe, disponible notamment en France sur les réseaux câblés et ADSL.